# یک صفحه عشق
یک صفحه عشق (انگلیسی: Une page d'amour) هشتمین رمان از مجموعهٔ مشهور به روگن ماکار اثر نویسنده، روزنامه‌نگار و نمایش نامه‌نویس ناتورالیست فرانسه امیل زولا است که در سال‌های ۱۸۷۷ تا ۱۸۷۸ به صورت پاورقی و متعاقب آن در سال ۱۸۷۸ توسط انتشارات شارپنتیه ناشر معروف آثار زولا به شکل کتاب چاپ گردید

## شرح کوتاهی از کتاب
یک صفحه عشق داستانی است که در میان خرده بورژوازی‌ها در دوره امپراتوری دوم فرانسه و در حومهٔ پاریس شکل می‌گیرد، این رمان در ابتدا برای دو سال متوالی به شکل پاورقی چاپ گردید و در ماه آوریل سال ۱۸۷۸ به شکل کتاب چاپ شد، شخصیت اصلی این رمان زولا هلن گرانجین موسوم به موره است که ابتدا و به شکل خلاصه در کتاب اول یعنی ثروت روگن‌ها معرفی گردید، هلن دختر اورسل موره موسوم به ماکار است، دختر نامشروع آدلاید فوکه از شجرهٔ خانوادگی روگن ماکار، برادران هلن یکی فرانسوا موره است که شخصیت اصلی کتاب فتح پلاسان می‌باشد و سیلور موره که داستان او و دلدادگی اش در کتاب دارایی خانواده روگن شرح داده شد